# Physocnemum andreae
Physocnemum andreae är en skalbaggsart som först beskrevs av Samuel Stehman Haldeman 1847.  Physocnemum andreae ingår i släktet Physocnemum och familjen långhorningar. Inga underarter finns listade i Catalogue of Life.